# Podedwórze
Podedwórze is een dorp in het Poolse woiwodschap Lublin, in het district Parczewski. De plaats maakt deel uit van de gemeente Podedwórze en telt 493 inwoners.

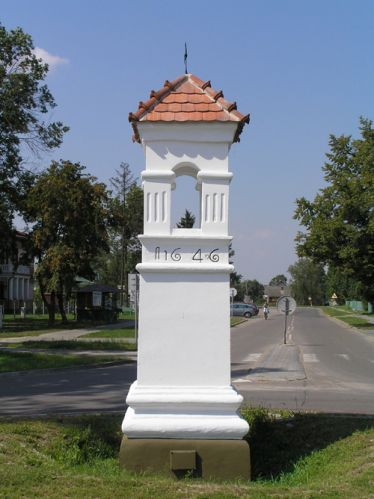
Kaplica z 1646r przedstawiająca wizerunek Jezusa Frasobliwego

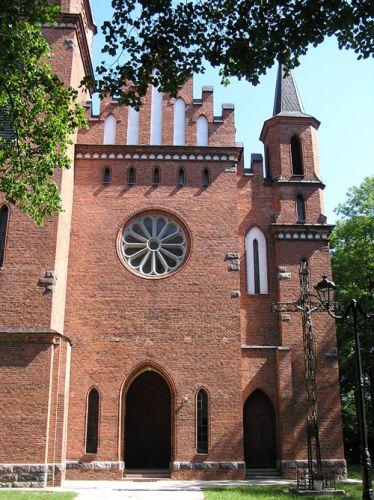
Kościół 2